# 沈瑀
沈瑀（451年—509年），字伯瑜，吳興武康人，南北朝南齊、南梁官員。
沈瑀是劉宋人沈昶的兒子，沈昶在建平王劉景素麾下當官；劉景素謀反，沈昶被牽連入獄，沈瑀就為他陳情，於是朝廷釋放沈昶，沈瑀就因此知名。他自州從事、奉朝請起家，曾為南齊尚書右丞殷濔的部下，殷濔和他談及政事，十分器重，對他說：「看你的卿才幹，應該做我這個職位。」司徒、竟陵王蕭子良聽聞沈瑀的名氣，引薦為府參軍，領任揚州部傳從事；當時建康令沈徽孚恃勢欺凌他，他繩之以法，人們都害怕他的強橫，蕭子良很是欣賞他，家事也委派他負責。蕭子良去世，沈瑀轉屬刺史、始安王蕭遙光部下，曾經被下押送民夫，他很快完成，民夫也並無怨言，蕭遙光對他的同僚說：「你們怎麼不學習沈瑀的行為？」就吩咐他專注州內獄事。湖熟縣方山土壩高大，齊明帝命令他攔截路人修路，他三日完成；有揚州書佐秘密路過，詐稱是州使，不肯修路，被沈瑀處以鞭刑三十。書佐回去找蕭遙光告狀，蕭遙光說：「沈瑀必不會枉對汝用鞭刑。」之後明帝再命令他興建赤山塘，花費比原本預計的少數十萬，讓明帝很高興。永泰元年（498年），他擔任建德縣令，教育人民每人種十五株桑樹、四株柿樹和梨樹、栗樹，女人就減半，人們都很歡悅，很快地方就長成一片樹林。
沈瑀去官回到京師，兼任選曹郎，跟隨陳伯之軍隊到江州，遇上蕭衍反抗軍包圍郢城；他說服陳伯之迎接蕭衍，陳伯之哭著說：「我的兒子在建康，不能出城，不能不可憐他們嗎。」沈瑀回答：「不是這樣，人情洶湧，都希望改變，若不及早謀劃，人心就會離散。」於是陳伯之帶領部下投降，沈瑀就到蕭衍軍中。當初他在竟陵王蕭子良家中，和范雲友好。南齊末年，他到嘗范雲家中留宿，夢見自己坐在屋內的梁柱上，仰望看到天空中有「范氏宅」的文字，因此沈瑀將此事告訴蕭衍。蕭衍說：「范雲不死的話，這個夢就可以應驗。」蕭衍即位為梁武帝，范雲非常推薦他，自暨陽縣令擢升為兼尚書右丞。其時天下剛剛平定，陳伯之上表沈瑀督促物資運轉，軍隊和國家都得到接濟，武帝認為他有才能，遷任尚書駕部郎，仍然兼任右丞。他推薦有當政才能的族人沈僧隆、沈僧照，武帝一一接納。
其後他因為母親逝世辭官，喪事結束後起用為振武將軍、餘姚縣令。縣內大姓虞氏千多人私下建立集市，之前幾任縣令都不能禁絕，沈瑀來到將立市的人拘捕；縣南又有數百家豪族，子弟互相庇護，聚斂財貨，成為百姓憂患，他就徵召當地老人為石頭倉監，年輕者就補任縣僮，自此權門絕跡。沈瑀最初來到時，有錢的吏員都穿著鮮色衣服，以區別他人，他生氣地說：「你們這些縣吏，怎可以自比為貴人？」命令他們著粗布衣服，終日站著服侍，失足跌倒就拷打。他年幼時曾經低下，被富人羞辱，因此報復，讓是人民埋怨，但他清廉奉公，因此能這樣做。之後朝廷北伐，徵任他為建威將軍，管理運漕，不久兼官都水使者，很快就改任少府卿，外任安南長史、尋陽太守。江州刺史曹景宗病重，讓他代理府州事，到曹景宗逝世，沈瑀改任蕭穎達的長史，依然任職太守。他個性倔強，經常不不順從蕭穎達，蕭穎達懷恨在心。天監八年（509年），沈瑀入府諮事，言辭激厲，蕭穎達發怒：「朝廷用你做事啊？」他出來後對人說：「我死而後已，終久不能隨順他。」同日他在路上遭盜賊殺死，虛歲五十九，人們都認為是蕭穎達指使的；沈瑀的兒子沈續不停控告蕭穎達，但蕭穎達很快離世，事情不了了之，沈續就終身吃素。

## 引用
1. 1 2  《梁書·卷五十三·列傳第四十七》：列傳第四十七：沈瑀字伯瑜，吳興武康人也。叔父昶，事宋建平王景素，景素謀反，昶先去之；及敗，坐繫獄，瑀詣臺陳請，得免罪，由是知名。起家州從事、奉朝請。嘗詣齊尚書右丞殷濔，濔與語及政事，甚器之，謂曰：「觀卿才幹，當居吾此職。」司徒、竟陵王子良聞瑀名，引爲府參軍，領揚州部傳從事。時建康令沈徽孚恃勢陵瑀，瑀以法繩之，衆憚其強。子良甚相知賞，雖家事皆以委瑀。子良薨，瑀復事刺史、始安王遙光。嘗被使上民丁，速而無怨。遙光謂同使曰：「爾何不學沈瑀所爲？」乃令專知州獄事。湖熟縣方山埭高峻，冬月，公私行侶以爲艱難，明帝使瑀行治之。瑀乃開四洪，斷行客就作，三日立辦。揚州書佐私行，詐稱州使，不肯就作，瑀鞭之三十。書佐歸訴遙光，遙光曰：「沈瑀必不枉鞭汝。」覆之，果有詐。明帝復使瑀築赤山塘，所費減材官所量數十萬，帝益善之。永泰元年，爲建德令，教民一丁種十五株桑、四株柿及梨栗，女丁半之，人咸歡悅，頃之成林。
2. 1 2  《南史·卷七十·列傳第六十》：沈瑀字伯瑜，吳興武康人也。父昶，事宋建平王景素。景素謀反，昶先去之，及敗坐系獄。瑀詣台陳請得免罪，由是知名。為奉朝請，嘗詣齊尚書左丞殷濔，濔與語及政事，甚器之，謂曰：「觀卿才幹，當居吾此職。」司徒竟陵王子良聞瑀名，引為府行參軍，領揚州部傳從事。時建康令沈徽孚恃勢傲瑀，瑀以法繩之，眾憚其強。子良甚相知賞，雖家事皆以委瑀。子良薨，瑀復事刺史始安王遙光，嘗使送人丁，速而無怨，遙光謂同使吏曰：「爾何不學沈瑀所為。」乃令瑀專知州獄事。湖熟縣方山埭高峻，冬月，公私行侶以為艱。明帝使瑀行修之。瑀乃開四洪，斷行客就作，三日便辦。揚州書佐私行，詐稱州使，不肯就作，瑀鞭之四十。書佐歸訴遙光，遙光曰：「沈瑀必不枉鞭汝。」覆之果有詐。明帝復使瑀築赤山塘，所費減材官所量數十萬。帝益善之。為建德令，教人一丁種十五株桑、四株柿及梨栗，女子丁半之。人咸歡悅，頃之成林。
3. ↑  《梁書·卷五十三·列傳第四十七》：去官還京師，兼行選曹郎。隨陳伯之軍至江州，會義師圍郢城，瑀說伯之迎高祖。伯之泣曰：「餘子在都，不得出城，不能不愛之。」瑀曰：「不然，人情匈匈，皆思改計，若不早圖，衆散難合。」伯之遂舉衆降，瑀從在高祖軍中。初，瑀在竟陵王家，素與范雲善。齊末，嘗就雲宿，夢坐屋樑柱上，仰見天中有字曰「范氏宅」。至是，瑀爲高祖說之。高祖曰：「雲得不死，此夢可驗。」及高祖卽位，雲深薦瑀，自暨陽令擢兼尚書右丞。時天下初定，陳伯之表瑀催督運轉，軍國獲濟，高祖以爲能。遷尚書駕部郎，兼右丞如故。瑀薦族人沈僧隆、僧照有吏幹，高祖並納之。
4. ↑  《南史·卷七十·列傳第六十》：去官還都，兼行選曹郎，隨陳伯之軍至江州。會梁武起兵圍郢城，瑀說伯之迎武帝。伯之泣曰：「餘子在都。」瑀曰：「不然人情匈匈，皆思改計；若不早圖，眾散難合」。伯之遂降。初，瑀在竟陵王家，素與範雲善，齊末嘗就雲宿，夢坐屋梁柱上，仰見天中有字曰：「范氏宅」。至是瑀為帝說之，帝曰：「雲得不死，此夢可驗。」及帝即位，雲深薦瑀，自暨陽令擢兼尚書右丞。時天下初定，陳伯之言瑀催督運輸，軍國獲濟。帝以為能，遷尚書駕部郎，兼右丞如故。瑀薦族人沈僧隆、僧照有吏幹，帝並納之。
5. ↑  《梁書·卷五十三·列傳第四十七》：以母憂去職，起爲振武將軍、餘姚令。縣大姓虞氏千餘家，請謁如市，前後令長莫能絕。自瑀到，非訟所通，其有至者，悉立之階下，以法繩之。縣南又有豪族數百家，子弟縱橫，遞相庇廕，厚自封植，百姓甚患之。瑀召其老者爲石頭倉監，少者補縣僮，皆號泣道路，自是權右屏跡。瑀初至，富吏皆鮮衣美服，以自彰別。瑀怒曰：「汝等下縣吏，何自擬貴人耶？」悉使著芒屩粗布，侍立終日，足有蹉跌，輒加榜棰。瑀微時，嘗自至此鬻瓦器，爲富人所辱，故因以報焉，由是士庶駭怨。然瑀廉白自守，故得遂行其志。
6. ↑  《南史·卷七十·列傳第六十》：以母憂去職，起為余姚令。縣大姓虞氏千餘家，請謁如市，前後令長莫能絕。自瑀到，非訟訴無所通，以法繩之。縣南又有豪族數百家，子弟縱橫，遞相庇蔭，厚自封植，百姓甚患之。瑀召其老者為石頭倉監，少者補縣僮，皆號泣道路，自是權右屏跡。瑀初至，富吏皆鮮衣美服以自彰別，瑀怒曰：「汝等下縣吏，何得自擬貴人！」悉使著芒屨粗布，侍立終日，足有蹉跌，輒加榜捶。瑀微時嘗至此鬻瓦器，為富人所辱，故因以報焉。由是士庶駭怨。瑀廉潔自守，故得遂行其意。
7. ↑  《梁書·卷五十三·列傳第四十七》：後王師北伐，徵瑀爲建威將軍，督運漕，尋兼都水使者。頃之，遷少府卿。出爲安南長史、尋陽太守。江州刺史曹景宗疾篤，瑀行府州事。景宗卒，仍爲信威蕭穎達長史，太守如故。瑀性屈強，每忤穎達，穎達銜之。天監八年，因入諮事，辭又激厲，穎達作色曰：「朝廷用君作行事耶？」瑀出，謂人曰：「我死而後已，終不能傾側面從。」是日，于路爲盜所殺，時年五十九，多以爲穎達害焉。子續累訟之，遇穎達亦尋卒，事遂不窮竟。續乃布衣蔬食終其身。
8. ↑  《南史·卷七十·列傳第六十》：後為安南長史、尋陽太守。江州刺史曹景宗卒，仍為信威蕭穎達長史，太守如故。瑀性屈強，每忤穎達，穎達銜之。天監八年，因入諮事，辭又激厲。穎達作色曰：「朝廷用君作行事邪？」瑀出，謂人曰：「我死而後已，終不能傾側面從。」是日于路為人所殺，多以為穎達害焉。子續累訟之。遇穎達尋卒，事不窮竟。續乃布衣蔬食終其身。

## 延伸阅读
[在维基数据编辑]
 《梁書·卷53》，出自姚思廉《梁書》